# Маккензи, Александр (политик)
Алекса́ндр Макке́нзи (англ. Alexander Mackenzie; 28 января 1822, Пертшир — 17 апреля 1892) — канадский политик и предприниматель. 2-й премьер-министр Канады (7 ноября 1873 — 9 октября 1878 года). Член парламента Канады. Министр общественных работ. Работал строительным подрядчиком и редактором газеты. Курировал завершение здания парламента. Помогал Джорджу Брауну в предвыборной кампании.

## Политическая карьера
Когда в 1873 году правительство Макдональда пало из-за «Тихоокеанского скандала», связанного с привлечением его партией средств на предвыборную кампанию от железнодорожных магнатов в обмен на обещание крупных контрактов для них, генерал-губернатор Канады лорд Дафферин, призвал Маккензи, который был выбран в качестве лидера Либеральной партии несколько месяцев назад, для формирования нового правительства. Маккензи сформировал правительство и попросил генерал-губернатора назначить выборы на январь 1874 года. Либералы одерживают победу, и Маккензи остается премьер-министром до выборов 1878 года, когда консерваторы Макдональда снова вернутся к власти.
Это было необычным для человека такого скромного происхождения как Маккензи достичь такого положения в возрасте, когда такая возможность выпадает только привилегированным. Лорд Дафферин выразил опасения по поводу прихода к власти бывшего каменщика. Однако после встречи с Маккензи, он пересмотрел своё мнение:

Несмотря на возможную неопытность Маккензи, я думаю, что он целеустремленный, принципиальный, и благонамеренный человек.
Будучи премьер-министром, Александр Макензи стремился реформировать и упростить механизм государственной власти. Он ввел тайное голосование, был инициатором создания Верховного суда Канады, Королевского военного колледжа Канады в Кингстоне в 1874 году, Управления Генерального аудитора в 1878 году, и изо всех сил добивался дальнейшего прогресса в строительстве национальной железной дороги.
Тем не менее, его срок был отмечен экономическим спадом, выросшим из паники 1873 года, который правительство Маккензи было не в состоянии облегчить. В 1874 году Маккензи заключил новое соглашение о свободной торговле с Соединенными Штатами, исключив высокие защитные тарифы на канадские товары на американских рынках. Однако это действие не поддержало экономику; а строительство Канадской тихоокеанской железной дороги резко замедлилось из-за отсутствия финансирования. В 1876 году консервативная оппозиция объявила о национальной политике протекционистских тарифов, которая нашла отклик у избирателей. На выборах 1878 года консерваторы во главе с Макдональдом одержали победу.